# AWS (Band)
AWS (Kürzel für Alternative Wine Selection) ist eine 2006 gegründete ungarische Metalcore-/Post-Hardcore-Band.

## Geschichte
AWS wurde 2006 von Bence Brucker, Dániel Kökényes, Örs Siklósi und Áron Veress in Budakeszi, einer Gemeinde westlich von Budapest, gegründet. Zu diesem Zeitpunkt gingen die Musiker noch zur Schule. Die Musiker spielten vorher in den Underground-Bands Konnektor und Conquistador, deren Musik dem Punk bzw. dem Heavy Metal zugeordnet werden konnten.
Bis 2017 hat die Band drei Alben und eine EP veröffentlicht. AWS spielten in mehreren europäischen Staaten, darunter Slowenien, Österreich, Rumänien und das Vereinigte Königreich. Im Jahr 2010 spielte die Band auf dem Sziget.
2018 gewann sie mit dem Titel Viszlát nyár das Festival A Dal und vertrat ihr Heimatland im Mai 2018 beim Eurovision Song Contest in Lissabon. Das Wacken Open Air warb für die Stimmabgabe für AWS. Am 10. Mai 2018 startete die Gruppe im zweiten Halbfinale und erreichte mit vier Punkten Vorsprung auf die rumänische Band The Humans den zehnten Platz und somit das Finale, welches zwei Tage später stattfand. In diesem erhielt AWS 28 Jury- und 65 Televoting-Punkte und landete mit insgesamt 93 Punkten auf dem 21. Platz.
Nach dem Eurovision Song Contest trat die Band am 3. August 2018 beim Wacken Open Air auf. Am 1. Oktober 2018 veröffentlichte die Band mit Fekete részem das vierte Studioalbum ihrer Karriere. Am 27. September 2018 spielte AWS im Rahmen ihrer Ungarntournee ein Unplugged-Konzert im Madách Theater in Budapest. Dieses wurde aufgezeichnet und erschien noch 2018 unter dem Titel Madách als CD und DVD. Die Band veröffentlichte eine EP mit fünf Titeln des vierten Studioalbums mit englischen Liedtexten. Im Jahr 2019 arbeitete die Band mit dem rumänischen Hip-Hop-Duo USNK zusammen und veröffentlichten das gemeinsame Lied Idő.
Am 5. Februar 2021 verstarb Sänger Örs Siklósi an Leukämie, die im Juni 2020 bei ihm diagnostiziert worden war. Siklósi arbeitete bis zu seinem Tod an seinem ersten Studioalbum sowie an dem fünften Album von AWS, welches für den Sommer geplant war. Ursprünglich sollte das fünfte Album der Band bereits im Oktober 2020 veröffentlicht werden.
Im Januar 2023 wurde mit dem früheren Faminehill-Sänger Támás Stefán der neue Frontmann vorgestellt. Am 10. Mai 2024 wurde mit Innen szép nyerni das fünfte Studioalbum veröffentlicht.

## Stil

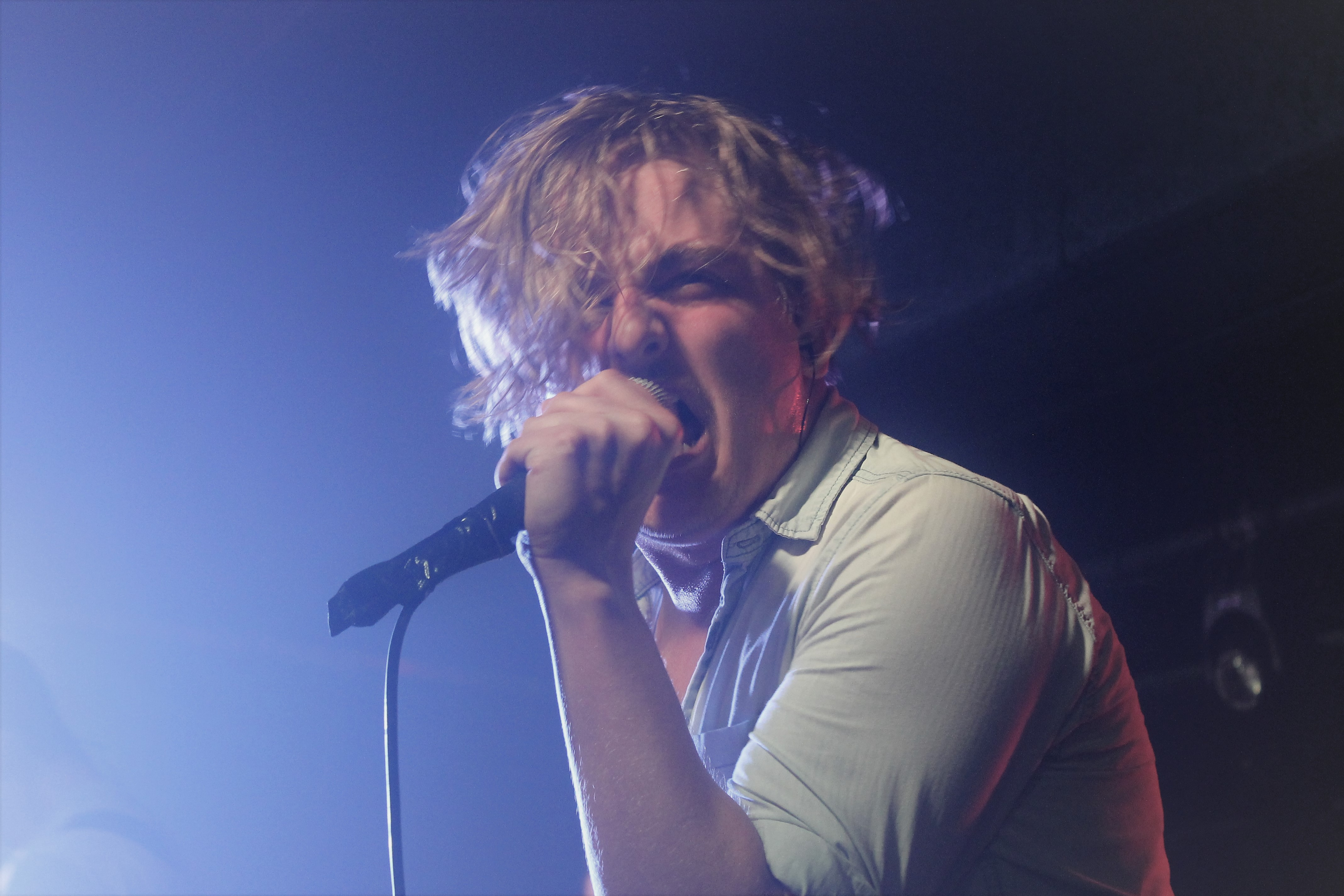
Örs Siklósi bei A Dal, 2018

Die Musiker erklärten in einem Interview mit der Budapester Zeitung, dass sie bereits im Kleinkindalter in Berührung mit Rock- und Metal-Musik gekommen seien. Darunter waren Gruppen wie Nirvana, Metallica und diverse ungarische Bands. Neben diesen zählen die Musiker Gruppen wie Pantera, System of a Down, Korn, Linkin Park, sowie die ungarischen Musikgruppen Superbutt, Subscribe und Isten Háta Mögött zu den musikalischen Einflüssen.
Auf dem Debütalbum Fata Morgana aus dem Jahr 2011 sind die Liedtexte größtenteils in englischer Sprache verfasst, allerdings entschieden sich die Musiker mit der Herausgabe des zweiten Albums Égésföld drei Jahre darauf ihre Texte in Ungarisch zu verfassen. Beim ersten Album wurden die Texte zunächst auf Ungarisch geschrieben und dann übersetzt. Die Liedtexte handeln von persönlichen Erfahrungen der Bandmitglieder, aber auch auf soziale und ökonomische Fragen wird in den Texten Bezug genommen.
Der Musik werden eingängige Melodien, eine klare landestypische Prägung, gute Gesangsharmonien und einen anständigen Groove, der dem Klang die zeitweilige Emo-Färbung nimmt, attestiert. Manche Lieder werden als massentauglicher Modern Metal bezeichnet.

## Bandname
AWS ist ein Kürzel und steht für Alternative Wine Selection. In mehreren Interviews während des Eurovision Song Contests, an dem die Gruppe teilnahm, wurde das Kürzel scherzhaft mit Ants With Slippers und später mit Aron Went Shopping übersetzt. Jim Shelley vom britischen Daily Mail schrieb das Kürzel ironischerweise Anti White Sheeps aus.

## Diskografie

### Alben
| Jahr | Titel Musiklabel               | Höchstplatzierung, Gesamtwochen, AuszeichnungChartsChartplatzierungen (Jahr, Titel, Musiklabel, Platzierungen, Wochen, Auszeichnungen, Anmerkungen) | Anmerkungen                                              |
| Jahr | Titel Musiklabel               | HU | Anmerkungen                                              |
| ---- | ------------------------------ | --- | -------------------------------------------------------- |
| 2011 | Fata Morgana EDGE Records      | HU27 (1 Wo.)HU | Erstveröffentlichung: 25. April 2011 Charteinstieg: 2018 |
| 2014 | Égésföld EDGE Records          | HU6 (2 Wo.)HU | Erstveröffentlichung: 7. April 2014                      |
| 2016 | Kint a vízből EDGE Records     | HU7 (3 Wo.)HU | Erstveröffentlichung: 9. Mai 2016                        |
| 2018 | Fekete részem EDGE Records     | HU2 ×3Dreifachplatin · (4 Wo.)HU | Erstveröffentlichung: 1. Oktober 2018                    |
| 2018 | Madách EDGE Records            | HU9 Gold · (4 Wo.)HU | Erstveröffentlichung: 24. Dezember 2018 Livealbum        |
| 2024 | Innen szép nyerni EDGE Records | HU3 (… Wo.)HU | Erstveröffentlichung: 10. Mai 2024                       |

Weitere Alben
- 2020: Park (Live) (EDGE Records)

### EPs
- 2012: Világposztolás (EDGE Records)

### Singles
| Jahr | Titel Album               | Höchstplatzierung, Gesamtwochen, AuszeichnungChartsChartplatzierungen (Jahr, Titel, Album, Platzierungen, Wochen, Auszeichnungen, Anmerkungen) | Anmerkungen                           |
| Jahr | Titel Album               | HU | Anmerkungen                           |
| --- | ------------------------- | --- | ------------------------------------- |
| 2021 | Emlékszem –               | HU36 (1 Wo.)HU | Erstveröffentlichung: 30. August 2021 |
| Folgende Lieder erschienen nicht als Single, wurden aber durch das Album zum Download und Streaming bereitgestellt und konnten somit eine Platzierung erlangen: |                           | |                                       |
| |                           | |                                       |
| 2018 | Éjjeli tánc Fekete részem | HU31 (5 Wo.)HU |                                       |

Weitere Singles
- 2011: Takard el
- 2012: Válaszút
- 2012: Világposztolás
- 2013: Ha nem tűnsz el
- 2014: Nem fáj
- 2015: Te is félsz
- 2016: Hajnali járat
- 2017: Viszlát nyár
- 2018: Hol voltál?
- 2018: X/0
- 2018: Éjféli lány (Coversong des gleichnamigen Stückes von Ossian, erstveröffentlicht auf dem Tribute-Album Egyek Vagyunk, Hammer Music)
- 2019: Idő (Zusammen mit Musikduo USNK)
- 2019: Engedd el (feat. Cloud 9+ und JumoDaddy)
- 2022: Útvesztő
- 2023: Odaát (erste Single mit neuem Sänger)
- 2023: 2359

### Videoalben
- 2018: Madách

## Auszeichnungen
- MTV Brand Award
  - 2011: MTV Brand Award for Winning Band
- Eurovision Song Contest
  - 2018: Finale (21. Platz)
  - 2018: The Buzz Awards für die besten technischen Effekte[22]
- International Live Award
  - 2011: Best Foreign Band
- Gumizsiráf Díj
  - 2016: Album des Jahres für Kint a vizböl
- Hungarian Music Awards
  - 2018: Bestes Hard-Rock-/Metal-Album für Kint a vízből (nominiert)
  - 2019: Bestes Hard-Rock-/Metal-Album für Fekete részem (nominiert)
  - 2019: Bester Newcomer (nominiert)